# Млодзеевский, Анатолий Болеславович
Анатолий Болеславович Млодзеевский (10 апреля 1883 года, Москва, Российская Империя – 16 сентября 1959 года, Москва, РСФСР, СССР) – советский физик и популяризатор физической науки.

## Биография
Родился в Москве 10 апреля 1883 года в семье профессора математики Московского университета Болеслава Корнелиевича Млодзеевского. Внук профессора медицины Корнелия Яковлевича Млодзеевского.
Окончил физико-математический факультет Императорского Московского университета (1906).
Анатолий Болеславович начал научную работу, будучи ещё студентом, в лаборатории знаменитого физика П.Н. Лебедева. Первая научная работа Анатолия Болеславовича, весьма тонкая в экспериментальном отношении, привела к доказательству постоянства скорости звука в воздухе вплоть до ультразвуковых частот.
Научно-общественная деятельность А. Б. Млодзеевского началась еще до Октябрьской революции. При его деятельном участии была организована на общественные средства библиотека Московского физического общества, сыгравшая большую роль в тот период, когда московские физики во главе с П. Н. Лебедевым оставили Московский университет в знак протеста против реакционной политики царского министра Кассо. В период Первой мировой войны А. Б. Млодзеевский деятельно организовывал рентгеновские кабинеты при госпиталях. После Октябрьской революции Млодзеевский постоянно вёл разнообразную общественную работу на физическом факультете и в Доме ученых, читал лекции с демонстрациями по физике для школьников и учителей средней школы.
В течение своей 55-летней научно-педагогической деятельности Анатолий Болеславович выполнил большое количество оригинальных научных работ в различных областях физики.
Профессор (1923). Доктор физико-математических наук (1935, без защиты диссертации).
Работал в Московском университете с 1918 года. Профессор кафедры физики физико-математического факультета (1925—1930) и кафедры общей физики физического факультета (1933—1959). С 1920 по 1941 год и с 1943 по 1959 год руководил кафедрой физики МИТХТ им. М.В. Ломоносова.
Анатолий Болеславович в течение нескольких десятилетий вёл исключительно большую и плодотворную педагогическую работу в высшей школе. Глубокая научная эрудиция и блестящий, наследственный, талант лектора поставили его в ряд лучших профессоров Московского университета. Лекционный материал излагался им всегда чётко и ясно и сопровождался блестящими демонстрациями. Его лекции неизменно пользовались у студентов огромным успехом. За время работы в университете А.Б. Млодзеевский создал более 200 новых демонстраций по физике, из которых свыше 100 оригинальных.
Анатолий Болеславович в течение многих лет работы в университете и других высших учебных заведениях читал курсы общей физики, электродинамики, термодинамики, физики металлов, теории фаз, кристаллооптики, векторного анализа, методики физики и др. Им написан ряд учебников для высшей школы: «Молекулярная физика», «Термодинамика», «Теория фаз». Особенно следует отметить вышедшее под редакцией А.Б. Млодзеевского методическое пособие для преподавателей высшей школы «Лекционные демонстрации по физике», состоящее из восьми томов, из которых четыре написаны лично им.
По воспоминаниям современников, А.Б. Млодзеевский являлся университетским профессором «старой школы» и обладал характерной широтой интересов, либерализмом, мягкой благожелательностью и большим чувством юмора. Его лекции были чрезвычайно физичны: с помощью простых демонстраций он учил студентов понимать суть физических явлений, уметь наглядно их себе представить. Его личным интересом в физике была термодинамика, где он придумал и разработал наглядный графический метод интерпретации сложных термодинамических процессов.
Но главным его увлечением была минералогия. Дома у него была одна из самых больших коллекций минералов, а его знания в этой области были столь обширны, что к нему присылали для определения минералы со всех концов страны. Вторым увлечением Анатолия Болеславовича была фотография. В его доме хранился альбом со сказочными сюжетами. На снимках были запечатлены лишь слегка загримированные и соответствующим образом одетые друзья семьи — персонажи мифов и сказок.
Награждён орденом Ленина (1951), медалью «За трудовую доблесть».
По воспоминаниям знавшего его лично К.Б. Вакара:

Он олицетворял для меня дореволюционного ученого, немало сделавшего в своей области, воспитавшего десятки поколений физиков, но не превратившего науку в некий фетиш, не смотревшего пренебрежительно на людей, не посвященных в таинства физики, учившего нас самостоятельно мыслить, не превращаясь в рабов догм, кем бы они ни были порождены. Мягкий юмор, живой интерес ко всему многообразию жизни не угасли у него и в последние годы жизни.

Умер 16 сентября 1959 года. Похоронен на Новодевичьем кладбище.

## Научная деятельность
Основное направление научных исследований А.Б. Млодзеевского составляет геометрическая термодинамика, т.е. термодинамическое обоснование одного из важнейших отделов физико-химического анализа — учения о диаграммах состояния равновесных систем. Это направление возникло в конце XIX века на почве работ Гиббса. Творчески восприняв идеи основателя учения о равновесии гетерогенных систем Гиббса и основоположника физико-химического анализа Н.С. Курнакова, А.Б. Млодзеевский выполнил ряд оригинальных и глубоких исследований по важнейшим вопросам геометрической термодинамики, существенно обогативших науку.
А.Б. Млодзеевский сделал исчерпывающий разбор такой кардинальной проблемы, как вопрос о форме кривой термодинамического потенциала двойных систем, в которых образуется химическое соединение. Этот разбор послужил основой для развитой им теории сингулярных точек на кривых плавкости, которая подводит термодинамическую основу под экспериментальные работы Н. С. Курнакова и его школы. Особенно большое значение имеет работа Млодзеевского о форме кривых плавкости химических соединений, образующих твердые растворы со своими компонентами. Весьма интересна и ценна работа А.Б. Млодзеевского о термодинамических поверхностях однокомпонентных систем, устанавливающая связь между четырьмя характеристическими функциями: полной энергией, свободной энергией, энтальпией и термодинамическим потенциалом — посредством изящного применения «преобразования прикосновения».
Встретившись в процессе экспериментальной работы с крайне сложными и ранее не наблюдавшимися явлениями, а именно существованием в системе Цетиловый спирт — Холестерин жидких кристаллов с двумя температурами диссоциации, верхней и нижней, Млодзеевский смог дать им правильное истолкование только благодаря глубокому проникновению в теорию фазовых равновесий.